# Ulrich Maske
Ulrich Maske (* 1950 in Hannover) ist ein deutscher Text- und Musikautor, Musiker, Regisseur und Produzent.

## Leben und Werk
Ulrich Maske war bereits im Jugendalter künstlerisch aktiv. Ende der 1960er Jahre spielte er Free Jazz mit Avantgarde-Kollegen wie Joachim Kühn und Günter Christmann. Zudem veröffentlichte er Gedichte und journalistische Arbeiten.
Nach dem Abschluss seines Psychologiestudiums in Hamburg stieg Maske 1976 als Musikproduzent beim Verlag pläne in Dortmund ein. pläne war auf deutsche Liedermacher und Weltmusik spezialisiert und prägte mit seinen Veröffentlichungen linksorientierter politischer Lieder die westdeutsche linke Szene. Er produzierte für pläne Platten mit Maria Farantouri, Hannes Wader, Erste Allgemeine Verunsicherung, The Sands Family, Abdullah Ibrahim, Baden Powell und weiteren Folk- und Jazzmusikern. Mit Donata Höffer, Klaus Hoffmann, Henning Venske, Susanne Tremper, Hanns Dieter Hüsch, Lutz Görner produzierte er Sprechplatten. Vor allem aber konzipierte und produzierte er das Kinderliederprogramm von pläne, in dem Hörspiele, Hörbücher und Songs wie Baggerführer Willibald von Dieter Süverkrüp, Rotkäppchen von Floh de Cologne und Anne Kaffeekanne von Fredrik Vahle erschienen.
1990 wurde das Kindertonträger-Label von pläne an den Patmos Verlag in Düsseldorf verkauft. Daraufhin gründete Maske 1991 zusammen mit sechs weiteren Gesellschaftern Jumbo Neue Medien & Verlag in Hamburg. Der Programmschwerpunkt des Jumbo Verlags lag zu Beginn auf dem Repertoire für Kinder und knüpfte an die pläne-Tradition an. 1993 schloss Jumbo einen Exklusivvertrag mit der Deutschen Schallplatte GmbH (DSB) in Berlin, dem Nachfolger des bisherigen DDR-Staatsunternehmens Amiga, durch den Jumbo Kinderliedermacher aus den neuen Bundesländern wie Gerhard Schöne, Reinhard Lakomy und Ulf und Zwulf ins Programm übernahm. Unter dem Motto Für Kinder nur das Beste! erschienen neben Tonträgern von Liedermachern aus dem pläne-Verlag und der ehemaligen DDR auch für Kinder neuinterpretierte und -arrangierte europäische Kinder-Volkslieder. Später differenzierte sich das Programm weiter aus. Ulrich Maske arbeitete zunächst als Autor, Produzent und konzeptioneller Berater im anfangs dreiköpfigen Jumbo-Team mit. Heute verantwortet er als Programmleiter die Programme Jumbo, Goya libre und GoyaLiT des Jumbo Verlags, der inzwischen mehr als 30 Mitarbeiter beschäftigt.
Maske schreibt Bücher, Kinderlieder, Reime und Gedichte. Die musikalischen Einflüsse, die er in seinen Kompositionen verarbeitet, kommen aus der World Music, dem Jazz, dem Folk des Mittelmeerraumes und der Klassik. Seine Kinderlieder – oft von ihm nachgedichtete und arrangierte Lieder aus unterschiedlichen Kulturen – singt Ulrich Maske auf vielen Produktionen selbst. Er komponiert auch eigens Musik für viele Hörbücher aus dem Jumbo Verlag, unter anderem für die Tintenwelt-Trilogie von Cornelia Funke. Eine Auswahl der Instrumentals von Ulrich Maske aus verschiedenen Hörbüchern ist auf dem Album Thrill & Chill zu hören.

## Veröffentlichungen (Auswahl)
Bücher
- Es war, als hätt der Himmel die Erde still geküsst. Gedichte aus fünf Jahrhunderten, illustrierter Gedichtband von Franziska Harvey, GOYA, Hamburg 2021, ISBN 978-3-8337-3135-8.
- Mit Bernhard Oberdieck: Alle meine Entchen. Allererste Kinderlieder, Jumbo Verlag, Hamburg 2017, ISBN 978-3-8337-3796-1.
- Mit Bernhard Oberdieck: Das Dschungelbuch. Neu erzählt für Klein und Groß, Jumbo Verlag, Hamburg 2016, ISBN 978-3-8337-3482-3.
- Mit Franziska Harvey: Romeo und Julia. Shakespeare für Klein und Groß, Jumbo Verlag, Hamburg 2016, ISBN 978-3-8337-3531-8.
- Mit Silke Brix: Ein Sommernachtstraum. Shakespeare für Klein und Groß. Jumbo Verlag, Hamburg 2014, ISBN 978-3-8337-3242-3.
- Mit Antje Flad: Der kleine Hase findet einen Freund, Jumbo Verlag, Hamburg 2014, ISBN 978-3-8337-3232-4.
- Mit Antje Flad: Was kleine Hasen alles dürfen, Jumbo Verlag, Hamburg 2013, ISBN 978-3-8337-3052-8.
- Mit Silke Brix: Ein Kuss von Papa Igel. Jumbo Verlag, Hamburg 2011, ISBN 978-3-8337-2734-4.
- Ines Rarisch, Ulrich Maske: Sieh mal! Hör mal! Mein Wasser. Jumbo Verlag, Hamburg 2011, ISBN 978-3-8337-2696-5.
- Mit Antje Flad: Sieh mal! Hör mal! Mein Kindergarten. Jumbo Verlag, Hamburg 2010, ISBN 978-3-8337-2555-5.
- Mit Antje Flad: Sieh mal! Hör mal! Meine Tiere. Jumbo Verlag, Hamburg 2009, ISBN 978-3-8337-2314-8.
- Mit Ines Rarische: Sieh mal! Hör mal! Mein Wald. Jumbo Verlag, Hamburg 2007, ISBN 978-3-8337-1854-0.
- Mit Antje Flade: Sieh mal! Hör mal! Meine Stadt. Jumbo Verlag, Hamburg 2006, ISBN 3-8337-1461-1.
- Mit Ines Rarisch: Sieh mal! Hör mal! Mein Zoo. Jumbo Verlag, Hamburg 2005, ISBN 3-8337-1279-1.
- Mit Antje Flad: Sieh mal! Hör mal! Mein Bauernhof. Jumbo Verlag, Hamburg 2004, ISBN 3-8337-1072-1.
- Mit Adelheid Maske: Das werden wir schon ändern. Franz Josef Degenhardt und seine Lieder. Mit Liedbeispielen, Fotos und einem Interview. Weltkreis-Verlag, Dortmund 1977. ISBN 978-3-88142-180-5

Tonträger
- Mit Bettina Göschl: Ostfriesentango. Krimi-Lieder, Jumbo Verlag, Hamburg 2019, ISBN 978-3-8337-3823-4.
- Alle meine Entchen. Allererste Kinderlieder, Jumbo Verlag, Hamburg 2018, ISBN 978-3-8337-3811-1
- Kleiner Stern, ich hab dich gern, Jumbo Verlag, Hamburg 2017, ISBN 978-3-8337-3798-5
- Mit Bettina Göschl und Matthias Meyer-Göllner: Wo die großen Elefanten spazieren geh’n. Die schönsten Kinderzimmerhits, Jumbo Verlag, Hamburg 2017, ISBN 978-3-8337-3610-0
- Wie schön – ich gehe in den Kindergarten! Lieder, Reime und Geschichten, Jumbo Verlag, Hamburg 2017, ISBN 978-3-8337-3678-0
- Das klingende Frühlingsfest. Die schönsten Lieder, Reime und Geschichten von Blütenfeen und Sonnenstrahlen, Jumbo Verlag, Hamburg 2017, ISBN 978-3-8337-3729-9
- Das Dschungelbuch. Neu erzählt für Klein und Groß, Jumbo Verlag, Hamburg 2016, ISBN 978-3-8337-3513-4.
- Romeo und Julia. Shakespeare für Klein und Groß, Jumbo Verlag, Hamburg 2016, ISBN 978-3-8337-3532-5.
- Meine kleinen blauen Träume, Jumbo Verlag, Hamburg 2016, ISBN 978-3-8337-3640-7.
- Reise durch die Weihnachtswelt, Jumbo Verlag, Hamburg 2016, ISBN 978-3-8337-3668-1.
- Mit Bettina Göschl: Ostfriesenblues. Krimi-Lieder, Jumbo Verlag, Hamburg 2016, ISBN 978-3-8337-3566-0.
- Wie schön – ich bin 1 Jahr!, Jumbo Verlag, Hamburg 2016, ISBN 978-3-8337-3655-1.
- Wie schön – ich komme in die Schule!, Jumbo Verlag, Hamburg 2016, ISBN 978-3-8337-3556-1.
- Wie schön – du bist da! Willkommen im Leben kleiner Mensch, Hamburg 2015, ISBN 978-3-8337-3231-7.
- Mit Bettina Göschl und Matthias Meyer-Göllner: Es lebt der Eisbär in Sibirien. Die schönsten Kinderzimmerhits, Jumbo Verlag, Hamburg 2015, ISBN 978-3-8337-3398-7
- Komm, wir wollen schlafen gehen, Jumbo Verlag, Hamburg 2014, ISBN 978-3-8337-3372-7.
- Ein Sommernachtstraum. Shakespeare für Klein und Groß. Jumbo Verlag, Hamburg 2014, ISBN 978-3-8337-3272-0.
- Komm, wir wollen schlafen gehen, Jumbo Verlag, Hamburg 2014, ISBN 978-3-8337-3372-7.
- Mit Jacqui McShee: The Cat and The Fiddle, Hamburg 2014, ISBN 978-3-8337-3351-2.
- Mit Bettina Göschl und Matthias Meyer-Göllner: Auf der Mauer, auf der Lauer. Die schönsten Kinderzimmerhits, Jumbo Verlag, Hamburg 2013, ISBN 978-3-8337-3093-1
- Mit Bettina Göschl und Matthias Meyer-Göllner: Drei Chinesen mit dem Kontrabass. Die schönsten Kinderzimmerhits, Jumbo Verlag, Hamburg 2012, ISBN 978-3-8337-2430-5
- Hoch am Himmel steht der Mond. Jumbo Verlag, Hamburg 2011, ISBN 978-3-8337-2794-8.
- Schlaf, mein Kind, es wird Nacht überall. Jumbo Verlag, Hamburg 2010, ISBN 978-3-8337-2652-1.
- Thrill & Chill. Goya, Hamburg 2009, ISBN 978-3-8337-2515-9.
- Mäh, sagt das kleine Lamm. Jumbo Verlag, Hamburg 2006, ISBN 3-8337-1578-2.
- Kuckuck, Kuckuck ruft aus dem Wald. Jumbo Verlag, Hamburg 2005, ISBN 3-8337-1367-4.
- Zaubergeschichten. Jumbo Verlag, Hamburg 2005, ISBN 3-8337-1312-7.
- Mit Erich Schmeckenbecher, Beate Kynast: Alle meine Entchen. Jumbo Verlag, Hamburg 2001, ISBN 3-89592-576-4.